# 387.ª Divisão de Infantaria (Alemanha)
A 387ª Divisão de Infantaria (em alemão:387. Infanterie-Division) foi uma unidade militar que serviu no Exército alemão durante a Segunda Guerra Mundial.

## Comandantes
| Comandante                           | Data                                           |
| ------------------------------------ | ---------------------------------------------- |
| Generalleutnant Arno Jahr            | 1 de fevereiro de 1942 - 15 de janeiro de 1943 |
| Generalmajor Eberhard von Schuckmann | 15 de fevereiro de 1943 - 6 de maio de 1943    |
| Generalleutnant Ewrin Menny          | 6 de maio de 1943 - 10 de julho de 1943        |
| Generalmajor Eberhard von Schuckmann | 10 de julho de 1943 - 12 de outubro de 1943    |
| Generalmajor Werner von Eichstädt    | 12 de outubro de 1943 - 24 de dezembro de 1943 |
| Generalmajor Eberhard von Schuckmann | 24 de dezembro de 1943 - 8 de março de 1944    |

## Área de operações
| Alemanha                   | fevereiro de 1942 - maio de 1942 |
| Frente Oriental, setor sul | maio de 1942 - março de 1944     |